# Robin Haring
Robin Wilkening, geb. Haring (* 30. April 1982 in Berlin) ist ein deutscher Epidemiologe und Autor.

## Leben
Robin Wilkening besuchte das Otto-Nagel-Gymnasium in Berlin und studierte Demografie an der Universität Rostock (Diplom 2006). An der Universitätsmedizin Greifswald promovierte er 2010 mit Auszeichnung im Fach Epidemiologie zum Thema „Metabolic and Endocrine Determinants of Mortality“. Als Stipendiat der Alfried Krupp von Bohlen und Halbach-Stiftung forschte er 2010/11 an der Boston University als Post-Doc in der Framingham Heart Study. 2013 beendete er an der Universitätsmedizin Greifswald seine Habilitation zum Thema „Testosteron als Biomarker für Männergesundheit“ und wurde 2014 als einer der jüngsten Professoren Deutschlands an die EUFH berufen. Seit 2016 ist er Adjunct Professor an der Monash University in Melbourne. Von 2018 bis 2020 leitete Robin Wilkening als Dekan den Fachbereich Angewandte Gesundheitswissenschaften und war anschließend bis 2023 Vizepräsident für Qualität und Innovation an der EUFH.
Durch seine populärwissenschaftlichen Sachbücher ist Robin Wilkening als Gesundheitsexperte in Medien vertreten wie Die Zeit, Süddeutsche Zeitung, Focus, Die Welt, DeutschlandRadio, ARTE, ZDF und NDR.

## Forschungsschwerpunkte
- Global Health
- Digitalisierung der Medizin & E-Health
- Testosteron & Männergesundheit

## Publikationen
Als Wissenschaftler
- Publikationen von Robin Wilkening auf ORCID

Als Autor
- Der überforderte Patient: Gesund bleiben im Zeitalter der Hightech-Medizin. C. H. Beck, München 2014, ISBN 978-3-406-66706-0.
- Die Männerlüge: Wie viel Testosteron braucht der Mann? Braumüller, Wien 2015, ISBN 978-3-99100-146-1.
- mit Johannes Wimmer: Fragen Sie Dr. Johannes. Ihr Weg zur besten Medizin. Ullstein, Berlin 2015, ISBN 978-3-548-37620-2.
- mit Johannes Wimmer und Matthias Augustin: Alles über die Haut: Wie Sie gesund natürlich und schön bleiben. Ullstein, Berlin 2016, ISBN 978-3-86493-044-7.
- Läuft bei mir! Wie man auch ohne Erfolgsregeln entspannt Karriere macht. Redline, München 2017, ISBN 978-3-86881-675-4.
- mit Johannes Wimmer: Ein Schnupfen ist kein Beinbruch. Warum weniger Medizin oft gesünder ist. Ullstein, Berlin 2018, ISBN 978-3-548-37712-4.
- mit Thekla Wilkening: Das Bio-Pizza Dilemma. Der überraschende Wegweiser zu mehr Nachhaltigkeit. Redline, München 2021, ISBN 978-3-86881-848-2.

Als Herausgeber
- mit Julia Siegmüller: Evidenzbasierte Praxis in den Gesundheitsberufen. Springer, Heidelberg 2017, ISBN 978-3-662-55376-3.
- Gesundheit digital: Perspektiven zur Digitalisierung im Gesundheitswesen. Springer, Heidelberg 2018, ISBN 978-3-662-57610-6.
- Gesundheitswissenschaften. 2. Auflage. Springer, Berlin 2022, ISBN 978-3-662-65218-3, doi:10.1007/978-3-658-26242-6.
- mit Ilona Kickbusch, Detlev Ganten und Matshidiso Moeti: Handbook of Global Health. Major Reference Work. Springer Nature, New York 2021, ISBN 978-3-030-45008-3.